# Mauricius von Trier
Mauricius (auch Mauritius) († nach 419) war seit 398/399 Bischof von Trier.
Über Bischof Mauricius ist so gut wie nichts bekannt. Nach dem Rücktritt von Bischof Felix wurde er 398/399 zum Bischof gewählt. Sein Episkopat fiel in eine politische Umbruchzeit. Augusta Treverorum hatte am Ende des 4. Jahrhunderts seine Funktion als Kaiserresidenz verloren; die gallische Prätorianerpräfektur war nach Arles verlegt worden. Seit 410 kam es zu Einfällen der Germanen im Trierer Raum.
Die Bedeutung der Trierer Kirche ging vor diesem Hintergrund zurück. Gleichwohl hatte sie weiter Geltung über den engeren Bereich hinaus. Mauricius wird als Empfänger eines Schreibens von Bonifatius I. in Angelegenheiten der Kirche von Arles angesehen. Neben den direkt Betroffenen ist er der einzige Adressat. Unklar ist, wie lange er Bischof war. Im Jahr 419 amtierte er noch.